# Cantó de Saint-Priest
El cantó de Saint-Priest és un antic cantó francès del departament del Roine, a la regió de Roine-Alps. Està inclòs en el districte de Lió, compta amb un sol municipi, Saint-Priest. Va existir de 1982 a 2014.

## Municipis
- Saint-Priest

| Data d'elecció | Identitat        | Partit  | Qualitat |
| -------------- | ---------------- | ------- | -------- |
| 1982-1985      | M. Huon          | UDF-CDS |          |
| 1985-2011      | Bruno Polga      | PS      |          |
| 2011-2014      | Évelyne Fontaine | PS      |          |